# 흐멜니츠키 원자력 발전소

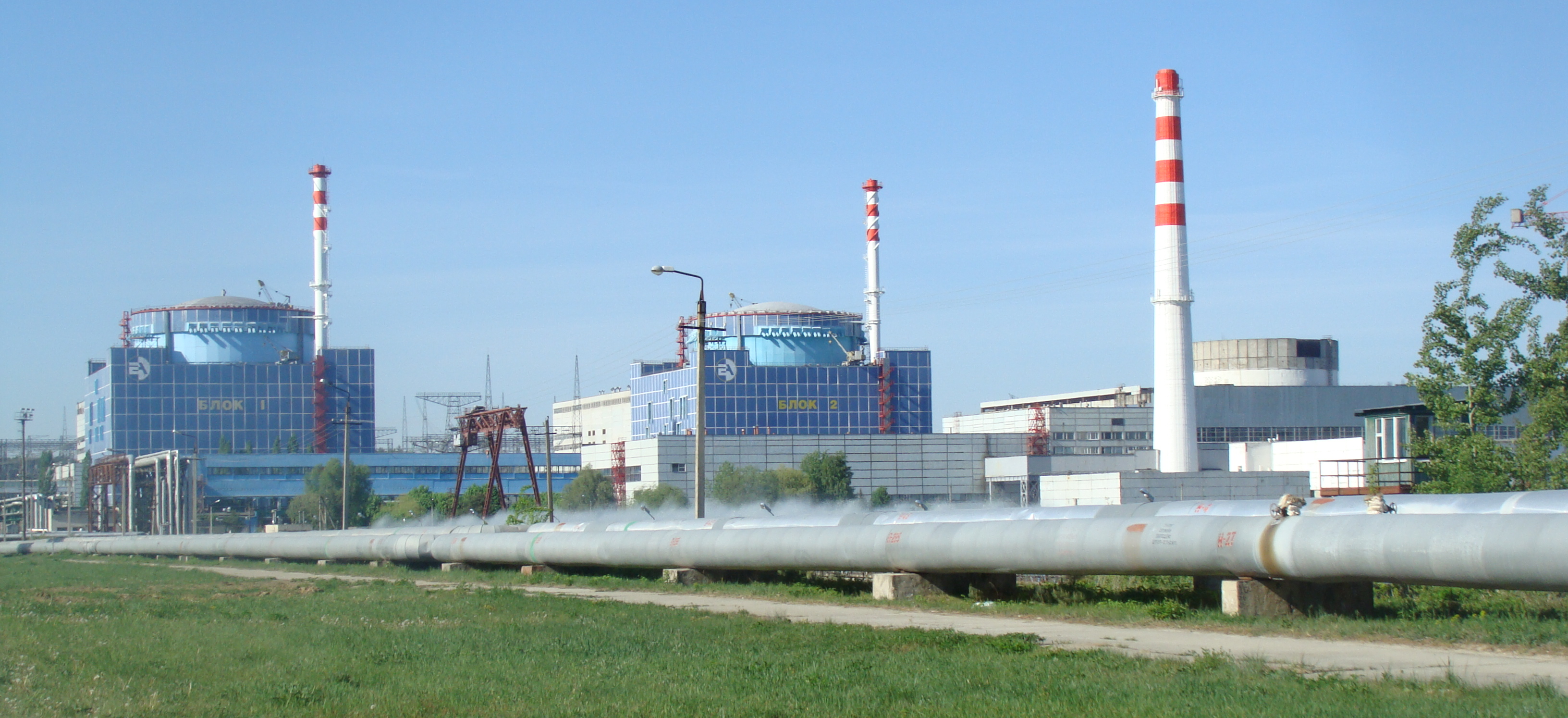

흐멜니츠키 원자력 발전소는 우크라이나에서 원자력을 생산한다. 이 공장은 에네르고아톰에 의해 운영된다. 2개의 VVER-1000 원자로가 가동 중이며 각각 1000MW(순)의 전력을 생산하고 있으며 2개의 AP1000 원자로가 건설 중이다.
흐멜니츠키 원자력 발전소는 우크라이나와 유럽 연합을 연결하는 3개의 750kV 라인 중 하나인 르제쇼-흐멜니츠키 전력선에 연결되어 있다.
2023년 11월 두 차례에 걸쳐 흐멜니츠키 원자력 발전소와 소련 시대 원자로 2기 근처에서 폭발음이 들렸는데, 이는 시설이나 근처에서 러시아 미사일 공격에 의한 아슬아슬한 결과로 추정된다.

## 같이 보기
- 에네르고아톰